# 588 (số)
588 (năm trăm tám mươi tám) là một số tự nhiên ngay sau số 587 và ngay trước số 589. 